# 1908 en Italie
Chronologie de l'Italie
- 1904
- 1905
- 1906
- 1907
- 1908
- 1909
- 1910
- 1911
- 1912

## Événements
- 5 avril : loi pour l'organisation de la Somalie italienne[1].

- 19-22 septembre : Xe congrès socialiste à Florence[2]. Après l’échec des grèves, la tendance intégraliste du parti est désavouée (Enrico Ferri, Oddino Morgari). Les réformistes, partisans du Programma minimo (Turati, Bissolati), triomphent[3].

- 29 octobre : fondation d’Olivetti à Ivrée[4].
- 6 octobre :  l’annexion de la Bosnie-Herzégovine par l’Autriche-Hongrie provoque la crise bosniaque[5]. Elle provoque un débat à la Chambre italienne sur les relations italo-autrichiennes à la suite de l’annexion de la Bosnie-Herzégovine. L’élargissement de la puissance autrichienne dans une zone si proche de l’Italie est ressenti par l’opinion comme une humiliation[6].
- 20 décembre : à Florence, Giovanni Papini et Giuseppe Prezzolini créent un journal nationaliste, La Voce[7].
- 27 décembre : premier numéro du Corriere dei Piccoli[8].

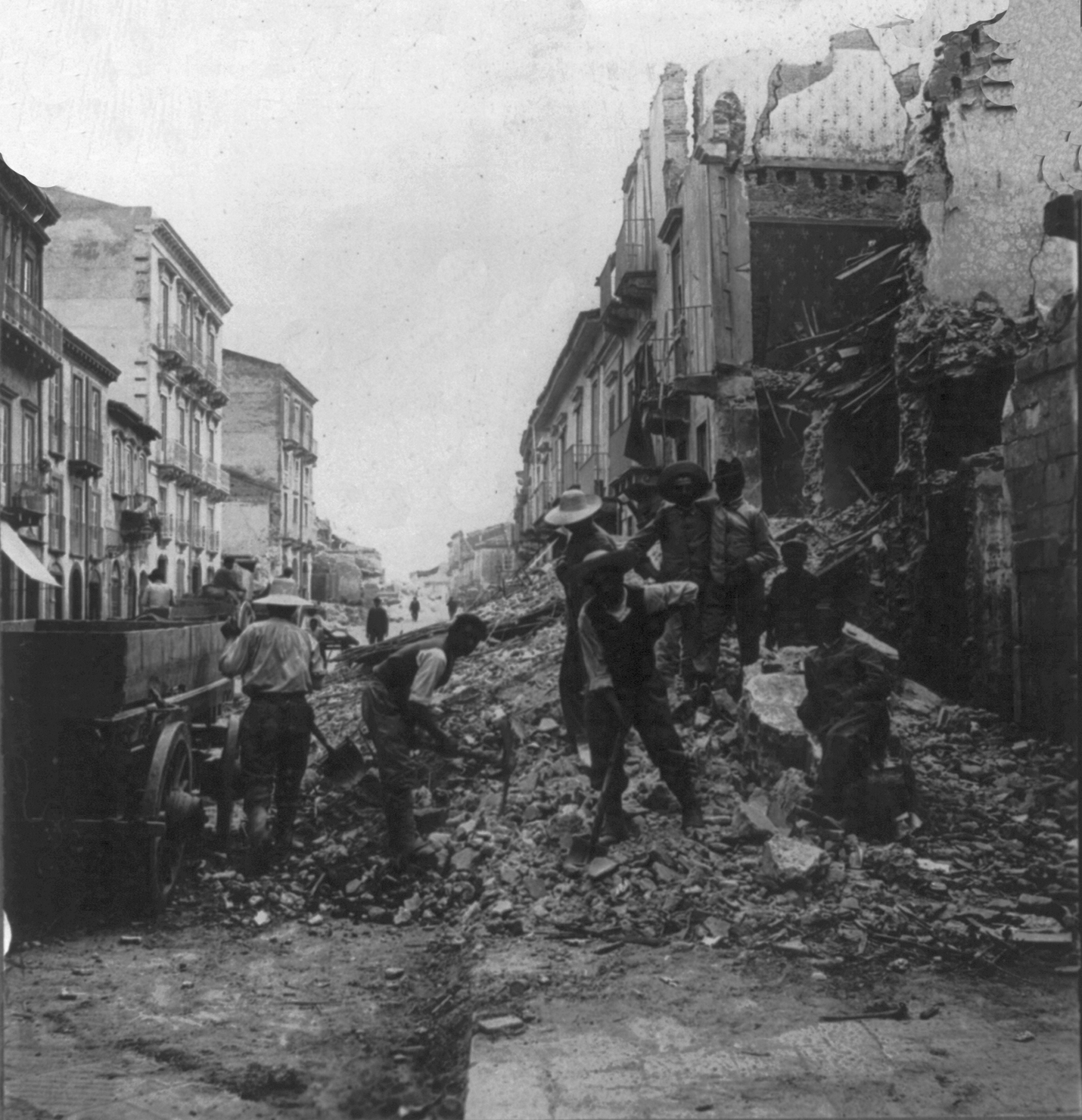
28 décembre : tremblement de terre de Messine.

- 28 décembre : Le séisme de 1908, d'une magnitude estimée de l'ordre de 7.5, entre la Calabre et la Sicile fait 84 000 victimes (Les victimes n'ont jamais été dénombrées exactement). Destruction de Messine et Reggio de Calabre[9].

## Culture

### Films italiens sortis en 1908
- Abandonnée.
- Amleto.
- Le Comte Ugolino.
- Les Derniers Jours de Pompéi.
- Roméo et Juliette.

## Naissances en 1908
- 5 septembre : Cecilia Seghizzi, compositrice, peintre et supercentenaire. († 22 novembre 2019)

## Décès en 1908
- Giuseppe Castiglione, peintre, connu pour ses scènes de genre et ses portraits (° 5 avril 1829).